# 루푸 대교
루푸 대교(중국어 간체자: 卢浦大桥, 정체자: 盧浦大橋, 병음: Lúpǔ Dàqiáo)는 중화인민공화국 상하이의 황푸강을 가로질러 루완구와 푸둥 신구를 잇는 전체 길이 3900m의 세계에서 가장 긴 아치교이다. 2.5억 위안이 소요되었으며, 2003년 6월 28일 준공되었다.